# Acirsa
Acirsa là một chi ốc biển ăn thịt, là động vật thân mềm chân bụng phân lớp Prosobranchia sống ở biển trong họ Epitoniidae, thường được biết đến với tên tiếng Anh wentletraps.

## Các loài
Theo Cơ sở dữ liệu sinh vật biển, các loài sau với danh pháp hợp lệ được xếp vào chi Acirsa:
- Acirsa amara Kilburn, 1985
- Acirsa antarctica (Smith, 1907)
- Acirsa borealis (Lyell, 1841) - chalky wentletrap, Okhotsk wentletrap
- Acirsa cerralvoensis (DuShane, 1970)
- Acirsa chitaniana (Yokoyama, 1926)
- Acirsa coarctata (Jeffreys, 1884)
  - Acirsa coarctata coarctata (Jeffreys, J.G., 1884)
  - Acirsa coarctata distantespirata Nordsieck, F., 1972
- Acirsa morsei (Yokoyama, 1926)
- Acirsa murrha (DuShane, 1970)
- Acirsa ochotensis (Middendorff, 1848)
- Acirsa sarsii Kobelt, 1903
- Acirsa subdecussata (Cantraine, 1835)
- Acirsa symphylla (Martens, 1878)

Các loài sau với cũng được định danh trong ITIS và trong sách New Zealand Mollusca, của A. Powell 
- Acirsa americana Wade, B., 1926
- Acirsa bezanconi Boury, E.A. de, 1883
- Acirsa clathrata Sohl, N.F., 1964
- Acirsa cookiana (Dell, R.K., 1956)
- Acirsa cretacea (Wade, B., 1917)
- Acirsa culmosa Sohl, N.F., 1964
- Acirsa elatum (Suter, H., 1917)
- Acirsa entrichti Nordsieck, F., 1968
- Acirsa eschrichti Hölboll, 1842
- Acirsa flexicostata Sohl, N.F., 1964
- Acirsa gravida Sohl, N.F., 1964
- Acirsa implexa Sohl, N.F., 1964
- Acirsa microstriata Wade, B., 1917
- Acirsa otogoensis Stilwell, J.D., 1994
- Acirsa pelagica (Risso, A., 1826)
- Acirsa subcarinata Murdoch, R. & H. Suter, 1906
- Acirsa turrita Parona, 1894
- Acirsa undulata Möller, H.P.C., 1844
- Acirsa vayssierei
- Acirsa wadei Cossmann, A.E.M., 1925

Các loài được đưa vào đồng nghĩa
- Acirsa berryi: đồng nghĩa của Couthouyella menesthoides (Carpenter, 1864)
- Acirsa corsicana Nordsieck F., 1974: đồng nghĩa của Acirsa subdecussata (Cantraine, 1835)
- Acirsa costulata: đồng nghĩa của Acirsa borealis (Lyell, 1841)
- Acirsa exopleura: đồng nghĩa của Opalia exopleura (Dall, 1917)
- Acirsa gracilis: đồng nghĩa của Periapta pandion (Clench & Turner, 1952)
- Acirsa martensi: đồng nghĩa của Acirsa chitaniana (Yokoyama, 1926)
- Acirsa menesthoides: đồng nghĩa của Couthouyella menesthoides (Carpenter, 1864)
- Acirsa undulata: đồng nghĩa của Acirsa borealis (Lyell, 1841)

Một số loài mới (Acirsa alpha, Acirsa beta, Acirsa delta, và Acirsa epsilon) được Squires và Saul đặt tên năm 2003 